# Tyler Smith (cestista 1986)
David Tyler Smith (Pulaski, 4 settembre 1986) è un ex cestista statunitense.